# Smimou (kommun)
Smimou (franska: Smimou (CR), Smimou (Commune Rurale), arabiska: تافضنا) är en kommun i Marocko.   Den ligger i provinsen Essaouira och regionen Marrakech-Safi, i den centrala delen av landet, 400 km sydväst om huvudstaden Rabat. Antalet invånare är 4 415.